# Viola pyrenaica
Viola pyrenaica Ramond ex DC. – gatunek roślin z rodziny fiołkowatych (Violaceae). Występuje naturalnie w północnej Hiszpanii, południowej i wschodniej Francji, Włoszech, Szwajcarii, Austrii, na Węgrzech, Słowacji, w Chorwacji, Albanii, Rumunii, Bułgarii, Grecji, na Przedkaukaziu oraz Zakaukaziu. 

## Morfologia
PokrójBylina dorastająca do 6–10 cm wysokości, bezłodygowa, tworzy kłącza.
LiścieBlaszka liściowa ma szeroko owalny kształt, mniej więcej tak długie jak szerokie, jest karbowana na brzegu, ma sercowatą nasadę i ostry wierzchołek. Ogonek liściowy jest nagi. Przylistki są lancetowate, ze spiczastym wierzchołkiem, 3–5 razy dłuższe niż szerokie, z kilkoma frędzlami.
KwiatyPojedyncze, wyrastające z kątów pędów, pachnące. Mają nagie działki kielicha o owalnym kształcie, tępo zakończone, dorastające do 3–6 mm długości. Korona kwiatu mierzy 10-15 mm średnicy. Płatki są odwrotnie jajowate i mają fioletową barwę z białym gardłem, dolny płatek jest odwrotnie jajowaty, mierzy 8-16 mm długości, posiada obłą i generalnie wyprostowaną ostrogę o długości 3-4 mm.
OwoceNagie torebki mierzące 5-7 mm długości, o jajowatym kształcie.
Gatunki podobneRoślina podobnie jak gatunki V. thomasiana i fiołek pagórkowy (V. collina) nie tworzą rozłogów i maja pachnące kwiaty, ale różni się bezwłosą zalążnią. Dodatkowo V. thomasiana ma kwiaty o różowawej barwie, a V. collina ma pierzaste przylistki. Ponadto gatunek V. pyrenaica może być mylony z V. suavis.

## Biologia i ekologia
Rośnie na łąkach, skarpach i terenach skalistych. Występuje na wysokości od 500 do 2500 m n.p.m. Kwitnie od kwietnia do maja, wkrótce po stopieniu się śniegu. 
Liczba chromosomów 2n = 20.